# Obtest
Obtest — литовская пэган-метал-группа.

## История
Основана в Вильнюсе в конце 1992 года. Вдохновили их в первую очередь скандинавские блэк-металлические команды — Enslaved, Grand Belial's Key, Mayhem, Darkthrone и другие, а также кумиры их молодости — Manowar, AC/DC, Grave. Поначалу музыканты играли брутальный дэт-метал, однако позже перешли к блэк-металу.
Тематика большинства песен — язычество, войны, история Литвы и литовская мифология. Сами музыканты определяют свой стиль как «языческий боевой хеви-метал».

## Состав
- Baalberith — вокал
- Эвалдас Бабенскас «Sadlave» — гитара
- Энрикас Славинскис — гитара
- Артур Гусев «Demonas» — бас-гитара
- Insmuth — ударные

## Дискография
Студийные альбомы
- 1997 — Tūkstantmetis
- 2001 — Auka Seniems Dievams
- 2005 — Iš kartos į kartą
- 2008 — Gyvybės medis

Мини-альбомы
- 1998 — 997
- 2001 — Prisiek
- 2003 — Dvylika juodvarnių
- 2006 — Prieš audrą

Демо
- 1995 — Oldness Comming
- 1995 — Prieš Audrą

Разное
- 1995 — Live at Poltergeist (концертный видеоальбом)
- 2004 — Tėvynei (концертный видеоальбом)
- 2011 — «Amžina Aušra» (сингл)
- 2012 — Prieš Audrą (сборник)